# Durand, Wisconsin
Durand là một thành phố thuộc quận Pepin, tiểu bang Wisconsin, Hoa Kỳ. Năm 2000, dân số của thành phố này là 1968 người.